# Cancridae
Cancridae is een familie uit de infraorde krabben (Brachyura). Van deze familie is slechts één vertegenwoordiger, de noordzeekrab, algemeen te vinden voor de Belgische en Nederlandse kust.

## Leefwijze
Deze dieren leven in hoofdzaak op de zeebodem en voeden zich daar met ongewervelden en aas.

## Systematiek
Er worden in deze familie de volgende genera onderscheiden: 
- Anatolikos  Schweitzer & Feldmann, 2000
- Cancer Linnaeus, 1758
- Glebocarcinus  Nations, 1975
- Metacarcinus  A. Milne-Edwards, 1862
- Platepistoma  Rathbun, 1906
- Romaleon  Gistel, 1848

### Uitgestorven
- Anisospinos  † Schweitzer & Feldmann, 2000
- Ceronnectes  † De Angeli & Beschin, 1998
- Cyclocancer  † Beurlen, 1958
- Microdium  † Reuss, 1867
- Notocarcinus  † Schweitzer & Feldmann, 2000
- Santeecarcinus  † Blow & Manning, 1996
- Sarahcarcinus  † Blow & Manning, 1996
- Lobocarcinus  † Reuss, 1857
- Miocyclus  † Müller, 1978
- Tasadia  † Müller, in Janssen & Müller, 1984